# Tibet, le mensonge chinois ?
Pour plus de détails, voir Fiche technique et Distribution.
Tibet, le mensonge chinois ? est un documentaire de Bernard Debord de 2008.

## Synopsis
Ce documentaire retrace l'histoire du Tibet depuis les années 1940 jusqu'en 2008, et utilise des documents d'archives et des témoignages de Tibétains en exil, dont le 14e dalaï-lama et Samdhong Rinpoché, alors premier ministre tibétain.

## Historique
En 2007, lors de ses recherches pour son documentaire Tibet, le mensonge chinois ?, Bernard Debord demanda les vidéo d'archives chinoises à la BBC qui les commercialise en Europe. On lui demanda, en relation selon lui à des pressions économiques, de s'engager par écrit à ce que son film ne porte pas atteinte à l'image du gouvernement chinois, ce qu'il refusa. Son intention était de dresser l'état du Tibet de nos jours. Puis, après les troubles au Tibet en mars 2008, il s'aperçoit que la propagande chinoise atteint la communauté internationale, notamment à travers des déclarations d'hommes politiques comme Jean-Luc Mélenchon, et il décide de réorienter ce documentaire sur cette propagande.
Le film fut projeté au sénat en mars 2009, en présence des sénateurs Louis de Froissard de Broissia et Jean-Francois Humbert, président du groupe d'information internationale sur le Tibet, du représentant du Bureau du Tibet Tashi Wangdi et de l'écrivain Sofia Stril-Rever.